# Comisión de Cultura y Enseñanza
La Comisión de Cultura y Enseñanza fue uno de los siete departamentos sectoriales de que constaba la Junta Técnica del Estado, que fue, a su vez, uno de los diversos organismos político-administrativos creados por el general Franco en octubre de 1936 tras su nombramiento como jefe de gobierno de la España rebelde durante la Guerra civil. Presidida por José María Pemán, la de Cultura y Enseñanza fue quizá la comisión con mayor perfil político dentro de una Junta formada por personas con escasa relevancia en este campo. Su más importante realización fue la continuación e institucionalización de la depuración del personal docente, que ya había sido iniciada por la Junta de Defensa Nacional. Desapareció con la creación del primer gobierno de Franco en enero de 1938.

## Contexto
El 1 de octubre de 1936 el general Franco tomó posesión oficialmente de su cargo de jefe de gobierno, si bien todos los medios oficiales se refirieron a él desde el principio como «Jefe del Estado», aumentando así su poder. Su mayor prioridad era alcanzar la victoria militar y no tenía prisa en formar un auténtico gobierno. Por ello se contentó con crear una Secretaría General del Jefe del Estado dirigida por su hermano Nicolás y una Junta Técnica del Estado que era un organismo más técnico que político. El 2 de octubre el rebautizado como Boletín Oficial del Estado publicó la Ley que creaba estos y otros organismos. Tanto la terminología utilizada en el texto legal como la provisionalidad de la institución son propias del lenguaje castrense, que buscaba la creación de una especie de intendencia de retaguardia que solucionase los problemas más inmediatos, pero supeditada al objetivo fundamental que era obtener la victoria militar.

## La Junta
La Junta Técnica del Estado se componía de una presidencia y siete comisiones. Su sede principal estaba en Burgos. Aunque su composición en comisiones recordaba a un incipiente consejo de ministros, estaba formada por personalidades de segundo orden que se encargaban de funciones administrativas rutinarias. La Junta estaba encabezada por un presidente encargado no solo de dirigir a la institución, sino también de servir de canal de comunicación con el jefe del Estado. Este último era quien tenía la última decisión en todos los aspectos. El Presidente debía despachar al menos una vez por semana con los presidentes de las comisiones y se comunicaba con Franco mediante despachos directos. El elegido inicialmente fue Fidel Dávila, general de brigada que, al mismo tiempo, fue nombrado jefe del Estado Mayor general.

## Composición e ideología

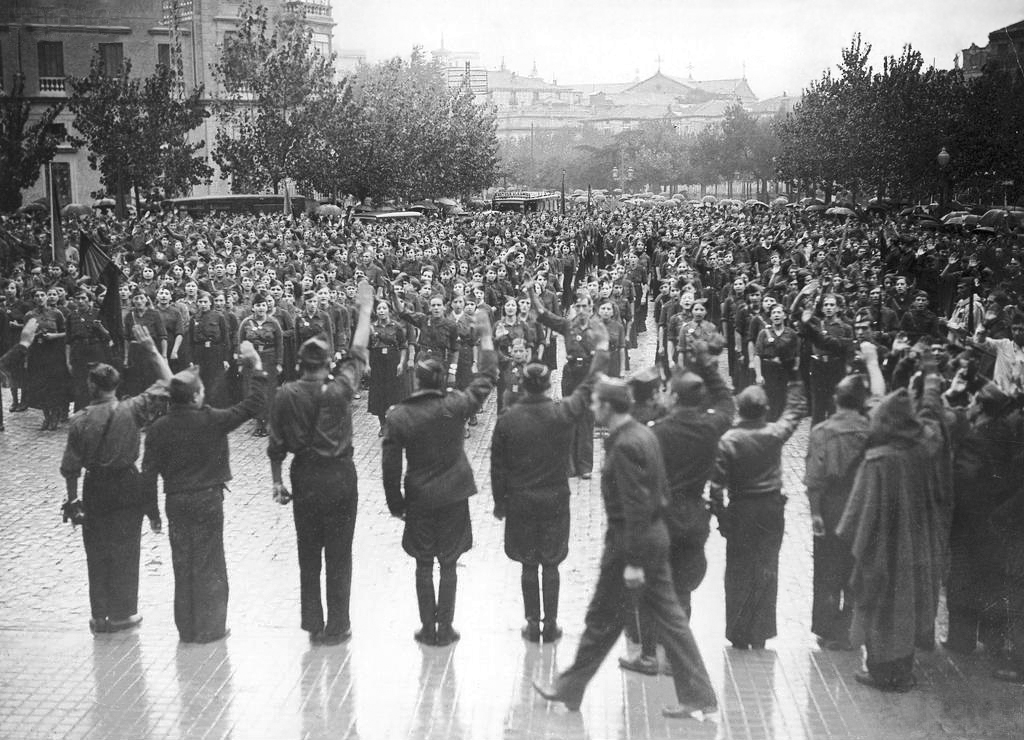
La Comisión no sintonizaba con los falangistas. En la imagen, concentración falangista en la Plaza del Pilar el 12 de octubre de 1936.

Una de las comisiones de la Junta iba a dedicarse a la cultura. La idea inicial de su creación había sido de Eugenio Vegas Latapie, quien había propuesto la creación de una comisión encargada de la cultura y la propaganda en la que estuvieran presentes personalidades como José María Pemán, el conde de Rodezno, José Pemartín, Pedro Sainz Rodríguez, Juan José López Ibor o Eugenio Montes. Sin embargo, las autoridades decidieron separar la cultura de la propaganda y rechazar alguno de los nombres; particularmente el de Sainz Rodríguez.
La Comisión de Cultura y Enseñanza era, sin duda, la que tenía una composición más netamente política. Predominaban en ella monárquicos vinculados al grupo de Acción Española, como su presidente, José María Pemán, y los vocales Eugenio Montes y Vegas Latapie. Además, figuraba José Ignacio Escobar como consejero no permanente. Al margen de ellos estaban los también vocales Mariano Puigdollers —tradicionalista— y Alfonso García Valdecasas, que había participado en el mitin inaugural de Falange Española en 1933 pero que luego no había desempeñado un papel relevante en dicho partido. Otro influyente miembro fue Romualdo de Toledo.
El gaditano Pemán pertenecía a una conservadora familia de la alta sociedad. Se había doctorado en Derecho y había alcanzado el éxito literario con sus poemas y obras teatrales. Políticamente, se posicionó a favor de la Dictadura y fue jefe local de la Unión Patriótica, el partido patrocinado por Primo de Rivera. Con la llegada de la República se significó pronto en contra del régimen con llamamientos a la insurrección militar, y se convirtió en un referente para la derecha reaccionaria. Apoyó la Sanjurjada, lo que le obligó a exiliarse un tiempo. Cuando estalló la sublevación se puso al servicio de los militares rebeldes. En palabras de Pedro Sainz Rodríguez era «un buen nombre para la propaganda».
Pemán intentó eludir la presidencia alegando que su papel era el de un orador que arengara a las masas, y no el de titular de un órgano administrativo. Según contaría después, fue presionado —particularmente por el general Mola— y tuvo que aceptar, pero puso como condición que se nombrara un vicepresidente de la comisión que pudiera sustituirle y complementarle en las funciones burocráticas. El elegido fue el pediatra de ideas integristas Enrique Suñer quien se incorporó con algo de retraso tras conseguir huir de la zona enemiga,. De hecho, Suñer sustituyó a Pemán en casi todas las reuniones con los demás presidentes de comisiones.
Las relaciones del presidente con los falangistas no eran buenas. La revista Jerarquía le calificó como «cosa vieja, retórica», y él mismo no tenía mejor opinión de los falangistas, a quienes consideraba un «grupo delicuescente, inconcreto y narcisista». Esto siguió siendo así incluso después de la unificación, hasta el punto de que Pemán le comentó al presidente de la Junta —que por entonces era ya Jordana— que la Comisión se convertía en «refugio y cuartel general de todo lo que queda fuera del partido único».
El propio Pemán participaba del ambiente antisemita que predominaba en la España nacional y que identificaba el judaísmo con el liberalismo y el marxismo. Proclamó que «los malos intelectuales deben morir» y en su Poema de la bestia y el ángel responsabilizó a la sinagoga y la logia masónica de los males de España. En ese contexto, «la sinagoga» englobaba a toda la izquierda.

## Objetivos

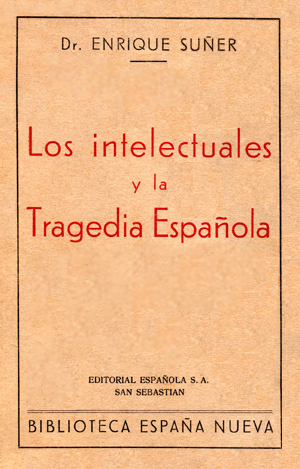
En este libro, Enrique Suñer explicaba el propósito de la depuración

Desde 1931 las autoridades republicanas habían efectuado determinadas reformas que habían sido discutidas desde un primer momento por sectores católicos y conservadores. El Gobierno prohibió que las órdenes religiosas continuaran realizando su labor docente, lo que afectaba a cerca de cinco mil escuelas y 295 institutos de secundaria. Aunque la Iglesia católica pudo mantener su influencia en dichos centros a través de personas interpuestas, la medida fue muy polémica. También fue discutido el uso del catalán como lengua vehicular en la enseñanza. Otras medidas conflictivas fueron la sustitución del Plan de estudios de 1914 por un nuevo Plan Profesional del Magisterio de 1931 y el cambio del sistema de acceso al Magisterio, reemplazando el tradicional sistema de oposición por la realización de cursillos con el fin de incrementar sustancialmente el número de maestros de primaria. Un sector profesional se sintió perjudicado por estas reformas y demostró su hostilidad de forma reiterada mucho antes del estallido de la guerra. Aunque con posterioridad se ha extendido la idea de que los maestros eran mayoritariamente favorables a las reformas republicanas, lo cierto es que los sindicatos progresistas eran minoritarios, y existía un numeroso grupo de docentes formados en principios metodológicos tradicionales que eran muy críticos con los cambios.
La Comisión de Cultura y Enseñanza continuó la labor ya iniciada por la Junta de Defensa Nacional tendente a liquidar todas las reformas educativas realizadas por los gobiernos republicanos. Al margen de la actuación de la Junta Técnica del Estado —y como sucedió con otros colectivos— durante los primeros meses de la guerra se produjo la eliminación física de cientos de educadores. Un número indeterminado de docentes fue asesinado en paseos y sacas de presos, o ejecutado tras consejos de guerra sumarísimos. Los docentes izquierdistas eran particularmente acusados por los rebeldes de ser los causantes de la gravísima situación en que se encontraba España. Como «envenenadores del alma popular» los definía una conocida circular firmada por José María Pemán aunque redactada por Vegas. Pero la Comisión fue más allá y reguló la depuración del personal docente, que se aplicó de manera uniforme en todo el territorio nacional con la excepción de Navarra, donde los rebeldes habían creado una Junta Superior de Educación que realizó la misma labor de forma autónoma.
Pero la labor supresora se remontó más allá de las reformas republicanas. La mencionada circular del presidente Pemán afirmaba que

Los individuos que integran esas hordas revolucionarias, cuyos desmanes tanto espanto causan, son sencillamente los hijos espirituales de catedráticos y profesores que, a través de instituciones como la llamada «Libre de Enseñanza», forjaron generaciones incrédulas y anárquicas.

Y el vicepresidente Suñer publicó el 28 de febrero de 1937 su libro Los intelectuales y la Tragedia Española, en el que exponía sus tesis. Entre otras cosas afirmaba:

Y toda esta espantosa mortandad ¿ha de quedar sin el justo castigo?... Nuestro espíritu se rebela contra una posible impunidad de los despiadados causantes de nuestra tragedia. (...) Para nosotros no cabe la duda: los principales responsables de esta inacabada serie de espeluznantes dramas son los que, desde hace años, se llaman a sí mismos, pedantescamente, «intelectuales».

 Y como el concepto de «intelectual» era demasiado amplio, dejaba explícito el objetivo de extirpar de la Universidad la presencia...

... de la Junta para Ampliación de Estudios (...) vivero de un profesorado, salvo raras excepciones, bien adicto a la causa que lo había elegido para la consecución de los fines catequísticos, el primordial de todos: la descatolización de España.

Y añadía:

Uno de los defectos más graves en que incurrió [la Dictadura de Primo de Rivera] fue, a juicio mío, el no haber sabido obrar (...) con métodos "dictatoriales", en los que la justa represión alcanzara el grado necesario. (...) Con unas cuantas docenas de penas capitales impuestas a los de arriba, y las necesarias deportaciones y expulsiones del territorio nacional, muchos de los energúmenos, agitadores y cobardes revolucionarios causantes de nuestras presentes desdichas hubiesen callado con silencio absoluto.

Todo ello revela el deseo de los nuevos gobernantes de acabar por completo no solo con las reformas republicanas, sino también con la obra de la Institución Libre de Enseñanza.

## Depuración del profesorado

### La normativa
Se ha subrayado la especial influencia de Enrique Suñer —persona que merecía pésima opinión a intelectuales poco identificados con el régimen como José Ortega y Gasset— como principal impulsor del proceso de depuración del profesorado. Según diría más tarde Vegas Latapie, él mismo planteó una inicial oposición a Suñer, quien fue respaldado en todo momento por Puigdollers. El vicepresidente salió triunfante del pulso ante la pasividad de Pemán, y Vegas acabó abandonando la Comisión. El Decreto n.º 66 que regulaba la depuración de los docentes fue publicado en el BOE el 11 de noviembre de 1936, pero ya antes se había preparado un proyecto de alcance más general para todo el profesorado que era todavía más severo. El preámbulo de la norma decía lo siguiente:

La atención que merecen los problemas de enseñanza, tan vitales para el progreso de los pueblos, quedaría esterilizada si previamente no se efectuase una labor depuradora en el personal que tiene a su cargo una misión tan importante como la pedagógica.
El hecho de que durante varias décadas el Magisterio en todos sus grados y cada vez con más raras excepciones haya estado influido y casi monopolizado por ideologías e instituciones disolventes, en abierta oposición con el genio y tradición nacional, hace preciso que en los solemnes momentos porque atravesamos se lleve a cabo una revisión total y profunda en el personal de Instrucción Pública, trámite previo a una reorganización radical y definitiva de la enseñanza, extirpando así de raíz esas falsas doctrinas que con sus apóstoles han sido los principales factores de la trágica situación a que fue llevada nuestra Patria.

El Decreto 66 creó diversas comisiones encargadas de evaluar el comportamiento de los docentes de cada uno de los niveles educativos: una Comisión A encargada de depurar al personal universitario; una Comisión B para el profesorado de las escuelas especiales de ingenieros y arquitectos; una Comisión C para el personal de institutos, escuelas normales, escuelas de comercio, escuelas de artes y oficios, escuelas de trabajo, inspección de primaria y cuantos no estuvieran adscritos a las otras comisiones; y una Comisión D para el personal de magisterio. La Orden de 10 de noviembre de 1936 reguló dónde se crearían las comisiones y su funcionamiento interno. Aunque severa y casi inquisitorial, la normativa aprobada por la Junta Técnica suponía un cierto progreso frente a la aplicada previamente por la Junta de Defensa Nacional, pues permitía la defensa del acusado y la decisión no se basaba ya en una única y subjetiva opinión.

### Procedimiento

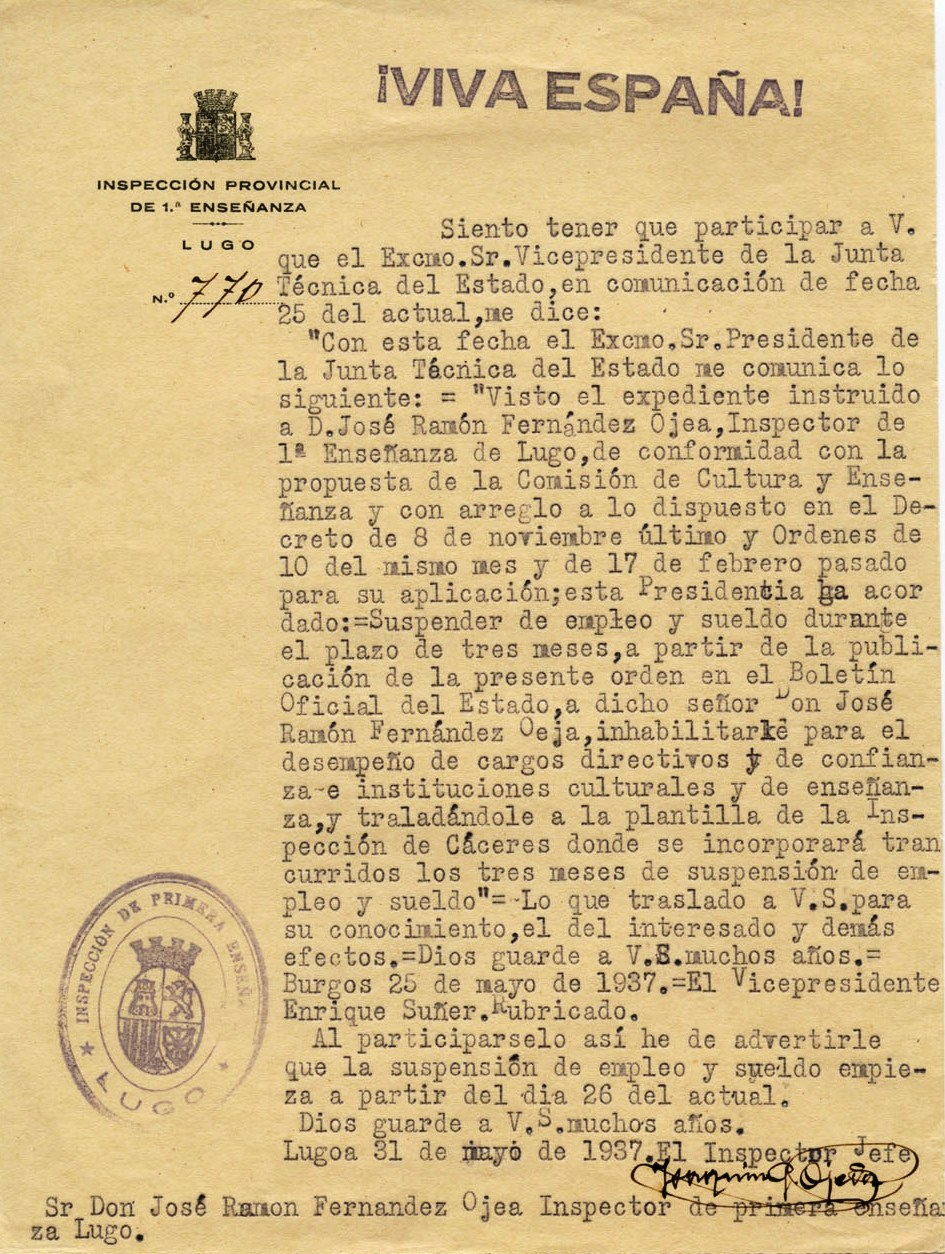
Suspensión de empleo y sueldo, inhabilitación y traslado.

La depuración no afectaba solo a los sospechosos, sino a todo el personal docente, tal como se apuntaba en el Decreto 66 y se precisó en la Orden de 10 de noviembre de 1936 que lo desarrollaba. Tuvieron que solicitar la depuración funcionarios, interinos, sustitutos y empleados de fundaciones docentes benéficas. Los docentes de empresas privadas fueron purgados por estas. El proceso se fue extendiendo conforme nuevos territorios eran conquistados por el bando franquista y había que implantar en ellos el «Nuevo Estado». Puesto que los territorios conquistados con posterioridad al golpe de Estado de julio de 1936 habían ofrecido mayor resistencia, también era mayor la dureza de la limpieza aplicada. De esta forma, una Orden de 3 de julio de 1937 extendió la depuración a la provincia de Vizcaya recientemente ocupada. Se suspendía provisionalmente de empleo a todos los funcionarios docentes y se les concedía un plazo de veinte días para solicitar el reingreso mediante instancia a presentar ante el Rectorado de la Universidad de Valladolid. Quienes no lo hicieran así serían automáticamente separados del servicio. En cambio, podían recuperar sus puestos de trabajo quienes habían sido depurados por las autoridades republicanas. Una orden similar se dictó el 1 de septiembre tras la ocupación de la provincia de Santander y otra el 19 de noviembre tras la caída definitiva de Asturias. De esta manera, y aunque algún autor ha señalado posibles particularidades en el caso vasco, lo cierto es que el procedimiento fue muy semejante en todo el territorio español.

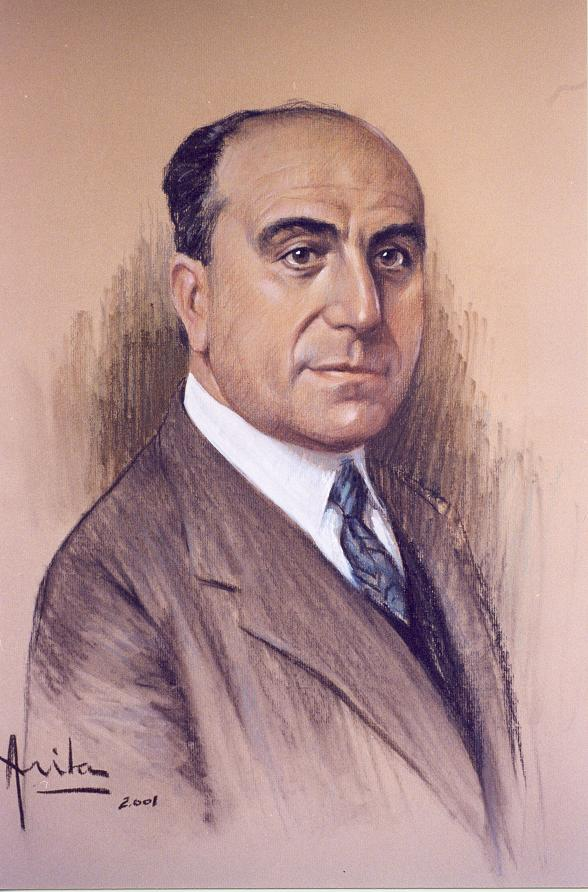
El vicepresidente Enrique Suñer fue el hombre fuerte de la Comisión y aplicó la normativa depuradora con extremado rigor

La militancia en partidos o sindicatos izquierdistas, el desempeño de cargos públicos y la participación en actos políticos eran motivo de imputación. Pero se fue más allá de las ideologías y también se escrutaban las creencias religiosas y el cumplimiento de los preceptos católicos, el uso de metodologías pedagógicas avanzadas en el ámbito profesional y aspectos de la vida privada tales como las relaciones sexuales. Particularmente graves eran considerados los hechos acaecidos en el período comprendido entre la insurrección de octubre de 1934 y el golpe de Estado de julio de 1936, pues para los comportamientos posteriores a este cabía, al menos, alegar la circunstancia eximente o atenuante de estado de necesidad. Las posibles sanciones eran inicialmente solo la definitiva separación del servicio y el traslado forzoso.
El 28 de enero de 1937 el vicepresidente Suñer dirigió una circular a las distintas comisiones depuradoras proporcionando «normas aclaratorias y complementarias» a la legislación vigente. Indicaba que había de darse preferencia a la tramitación de los expedientes de personas suspendidas de empleo y sueldo para no ocasionarles mayores perjuicios si eran finalmente absueltos; en tal caso, además, pedía que se indicase si se les reconocía o no el derecho al abono de los salarios correspondientes al período de la suspensión. También se señalaba que la tramitación de los procedimientos debía ser secreta. Pero lo más llamativo es la precisión de que las comisiones y sus miembros podían recomendar la imposición de sanción aunque el expediente no contuviera pruebas escritas suficientes. Bastaba para ello que lo considerasen oportuno «en conciencia».
Una posterior Orden de 17 de febrero de 1937 añadió sanciones más leves que la primera: la inhabilitación para desempeñar cargos directivos, la jubilación forzosa de los funcionarios con veinte años de servicios y la suspensión de empleo y sueldo por un período de entre un mes y dos años. Esta última se podía aplicar también como medida cautelar mientras se tramitaba el expediente. El proceso bélico y la propia depuración llegaron a producir una insuficiencia de personal docente, lo que llevó a aplicar con más amplitud las sanciones que permitían seguir contando con los servicios del profesor. El traslado forzoso pareció muy adecuado para las personas de ideas nacionalistas y para los casos que no eran considerados graves.
Una Orden de 29 de abril de 1937 reguló la depuración de los estudiantes de las escuelas normales de magisterio. Esta era obligatoria para todos los alumnos, incluidos aquellos que estaban en prácticas en el último curso. Además de los informes exigibles con carácter general, se requería otro de cada uno de los profesores.

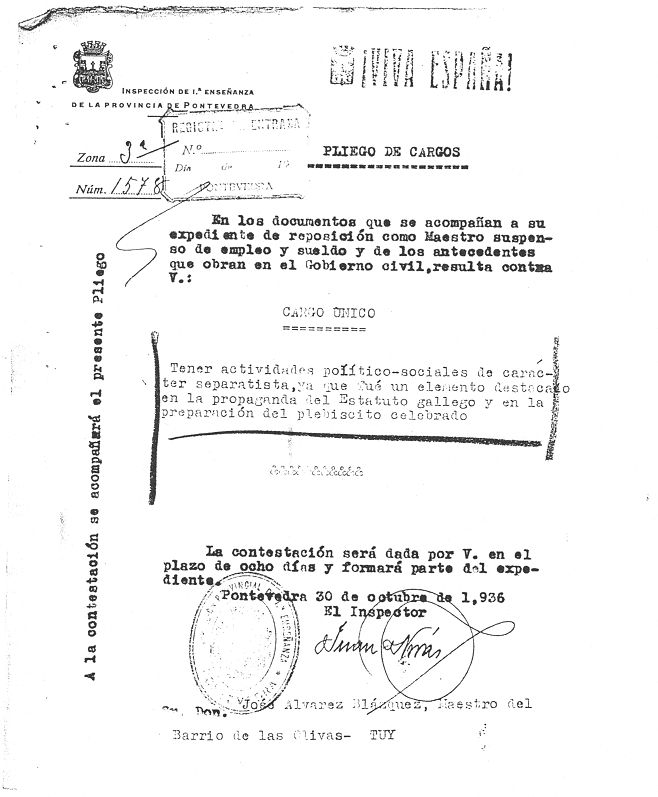
Pliego de cargos contra José Álvarez Blázquez.

De entrada, todo el personal era declarado cesante y debía solicitar la reincorporación junto con una declaración jurada que informaba sobre sus creencias y las de sus compañeros. Normalmente, las defensas de los expedientados incluían una fervorosa adhesión al Movimiento, e intentaban minimizar la importancia de los comportamientos denunciados presentándolos, bien como resultado de presiones para que pudiera ser aplicable la eximente de estado de necesidad, bien como tendentes a favorecer a personas de orden. La petición de delación de compañeros recibió distintas respuestas que iban desde la no colaboración hasta la cita de nombres de personas con las que se tenía rivalidad o enfrentamientos particulares, pasando por la inocua mención de nombres de notorios profesores refugiados en la zona enemiga o exiliados. A continuación, la comisión solicitaba informes, siendo obligatorios los del alcalde, el cura párroco, el comandante del puesto de la Guardia Civil y un padre de familia de solvencia contrastada. También podían solicitar otros, siendo habituales los de diversos organismos militares y —a partir de la Unificación— el de FET y de las JONS. Al igual que en otros ámbitos, era habitual la existencia de denuncias privadas. Si la comisión depuradora consideraba que existían motivos, formulaba un pliego de cargos que el interesado debía contestar en diez días aportando la documentación pertinente. Normalmente, el acusado descalificaba las denuncias por ser fruto de rencillas personales e intereses ocultos, si bien este tipo de argumentos tenía poca eficacia ante los instructores. La incomparecencia o silencio del encausado era interpretado como conformidad con las acusaciones. A la vista del pliego de descargos, la comisión podía acordar la práctica de nuevas diligencias. No faltaban casos en los que el conocimiento personal del propio instructor era el que decidía la cuestión. Luego, se formulaba la propuesta de resolución que era elevada a la Comisión de Cultura y Enseñanza. Esta era quien tomaba la última decisión, que era publicada en un boletín oficial, si bien también podía considerar necesario solicitar nuevos informes. No existió durante este período posibilidad de recurso o procedimiento de revisión contra la resolución final. Un Decreto-Ley de 5 de diciembre de 1936 relativo a la depuración general de los funcionarios públicos había dejado claro que no cabía recurso contencioso-administrativo contra este tipo de resoluciones.
Se estipuló que se debía actuar con la mayor rapidez posible, y se establecieron unos plazos de un mes para las comisiones A, B y C; y de tres meses para la comisión D de magisterio. Sin embargo, el gran volumen de trabajo y los problemas de comunicación hicieron que estos plazos no fueran en absoluto respetados. Muestra de la gran carga de trabajo de las comisiones fue la Orden de 27 de noviembre de 1937 que acordaba que las resoluciones depuradoras se publicasen a partir de entonces en los boletines oficiales provinciales debido al excesivo espacio que ocupaban en el Boletín Oficial del Estado.
La comisión superior que tomaba la última decisión estaba formada por el vicepresidente Suñer, Puigdollers y Vegas, y examinaba muy minuciosamente los distintos expedientes. De esta manera, el proceso no solo estaba reglado, sino que era finalmente resuelto por un organismo central, por lo que sus resultados no eran totalmente arbitrarios. Sin embargo, los informes negativos que obraban en el expediente eran muchas veces poco rigurosos y basados en simples rumores o prejuicios, lo que hacía difícil la defensa. Cuando se enfrentaban informes favorables y desfavorables, lo habitual era que la comisión depuradora hiciera caso a los últimos, por lo que el expedientado debía buscar avales de personas solventes como principal línea defensiva. La Comisión Superior suavizó en bastantes ocasiones las propuestas de las comisiones inferiores, aunque solo fuera por la necesidad de contar con personal docente suficiente para atender las necesidades del servicio. Adicionalmente, hubo notables diferencias de trato debidas a disparidades regionales. Las más castigadas fueron las provincias más urbanizadas y secularizadas y que ofrecieron mayor resistencia al avance franquista, tales como Asturias y Vizcaya. En mayor medida la primera, pues en la segunda hubo muchos sancionados, pero menos separados del servicio debido a que la mayoría de los represaliados eran nacionalistas vascos que fueron castigados con suspensiones de empleo y sueldo y/o traslados forzosos fuera del País Vasco y Navarra.

### Resultado

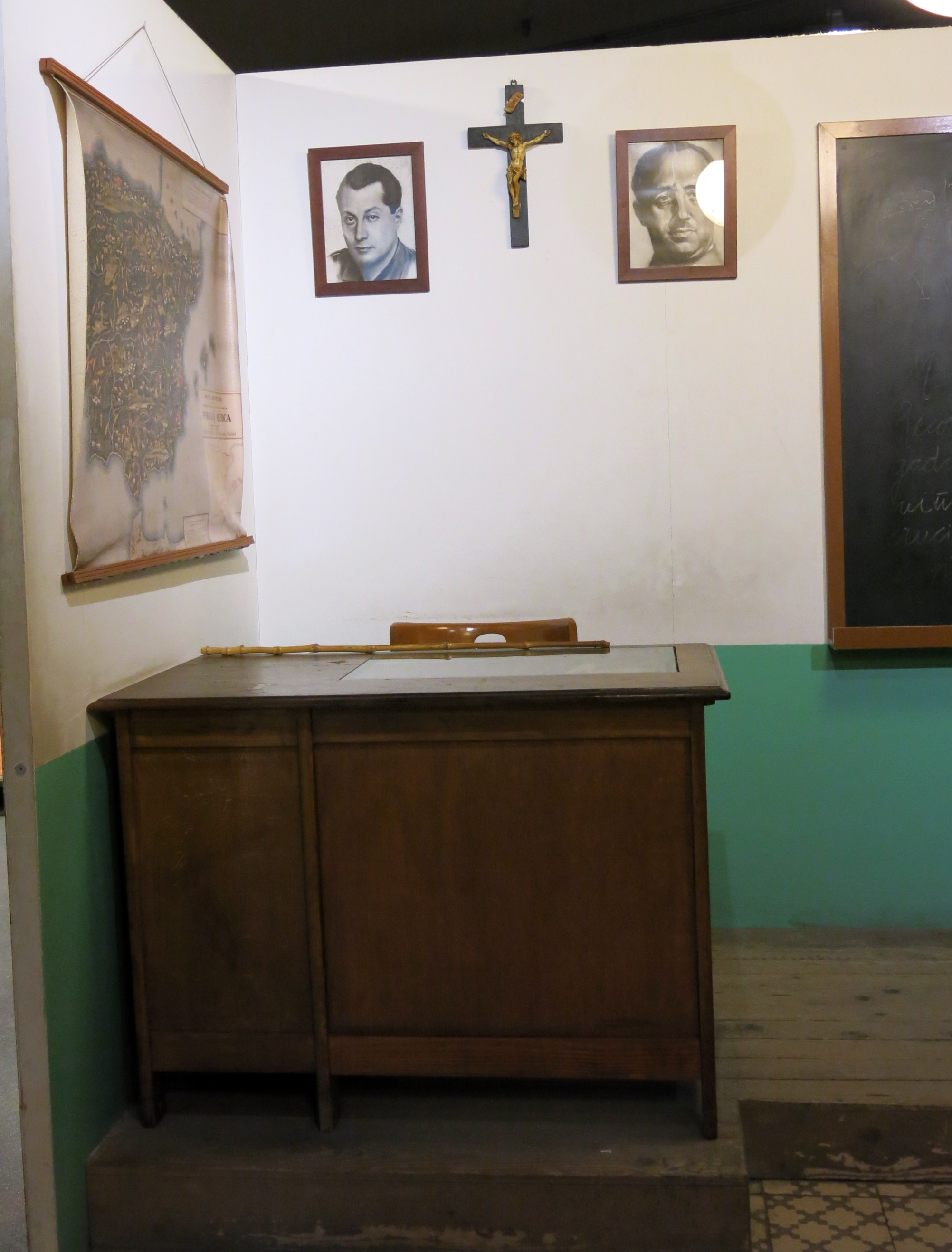
La Comisión transformó los centros de enseñanza, que tendrían presencia icónica del Partido Único y el propio Franco, aunque siempre bajo la presidencia de los símbolos católicos.

Es casi imposible conocer el alcance real del proceso debido a la destrucción documental. En términos generales, las mujeres fueron tratadas con menos severidad que los varones. Con posterioridad a la desaparición de la Junta Técnica, después de 1938, fue posible practicar revisiones de los expedientes que suavizaron algo la situación —sobre todo debido a que el transcurso del tiempo dio lugar a una mayor permisividad— pero, aun así, el resultado fue una profunda limpieza ideológica y la sustitución del personal purgado por otro adicto al nuevo régimen.
Los profesores de enseñanza secundaria no eran un colectivo particularmente comprometido con la República, pero se temía su influencia en las futuras clases dirigentes, por lo que primó la función preventiva señalada en la Orden de 7 de diciembre de 1936. Se han estudiado un total de 2445 expedientes de los que 672 terminaron en sanción. Ello supone un 27,48 % del total, un porcentaje algo mayor que el de los maestros. La principal acusación fue la de pertenecer a un partido izquierdista. (52,49 %), aunque también es destacable el porcentaje de los que no se presentaron al proceso de depuración (19,06 %), que eran automáticamente separados del servicio por «abandono de destino» conforme a la Ley de Instrucción Pública de 1857. Sin embargo, los separados del servicio tuvieron al menos la oportunidad de trabajar en la enseñanza privada, opción que no tuvieron los profesores interinos que fueron inhabilitados para la enseñanza (4,48 %). En cuanto al traslado forzoso, se aplicó preferentemente a los nacionalistas de derechas, considerados recuperables si se les apartaba del ámbito territorial del que procedían.
Aunque las depuraciones se tramitaron durante años, el período gestionado por la Junta Técnica del Estado tuvo un considerable número de castigos; 1937 fue el año con más sanciones para el personal de enseñanza secundaria. Ello pudo deberse a que el proceso estaba en sus inicios y se dio de baja con cierta rapidez a los profesores que no comparecieron.
En la enseñanza superior, la represión fue encabezada por los propios universitarios. Hay constancia de ciento sesenta sanciones como fruto de la depuración. En este ámbito no existían comisiones provinciales, sino una única Comisión Depuradora del Personal Universitario. Esta privó a los rectores del gran poder de decisión que les había otorgado la Junta de Defensa Nacional. Ubicada en Zaragoza, estuvo presidida por el catedrático de Química Antonio de Gregorio Rocasolano y actuaba como secretario el historiador Ángel González Palencia.
Las consecuencias de la depuración iban más allá de la pérdida del puesto de trabajo o la estigmatización. Una resolución sancionadora podía influir negativamente en otros procedimientos represivos impulsados por las autoridades franquistas. A veces, el mismo hecho podía dar lugar a varias condenas. No hay que olvidar tampoco que la creación de numerosas vacantes benefició a otros docentes adictos al régimen que ocuparon los puestos dejados libres por los sancionados, por lo que la acción represora no fue exclusiva de Franco y sus subordinados políticos, sino que tuvo la colaboración activa e imprescindible de un significativo sector ciudadano. Pese a esta sustitución de profesorado, la depuración provocó en ciertos momentos una escasez de personal cualificado que puso en peligro el desarrollo del curso académico.

## Otras actuaciones
Al margen de la depuración, en materia educativa la Comisión de Cultura y Enseñanza continuó la labor ya comenzada por la Junta de Defensa Nacional de eliminar las reformas que habían sido desarrolladas durante el período republicano. Se rechazó la pedagogía moderna por ser considerada «extranjerizante» y ajena a las prácticas españolas, y se volvió a metodologías y contenidos más tradicionales; se derogó el Plan Profesional del Magisterio; se eliminaron tanto las restricciones aplicadas a la Iglesia católica como el laicismo, y se reintrodujo la enseñanza religiosa; y fueron suprimidos el bilingüismo y la coeducación. Al margen del proceso depurador, se emitían informes sobre la conducta moral y profesional de los docentes y se revisaban los libros de texto y de lectura. También se clausuraron determinadas escuelas e institutos mientras se habilitaban nuevos centros en otros lugares. En este sentido, se obligó a los colegios privados a incluir a un determinado número de estudiantes con escasos recursos. Sin embargo, se hizo poco por elaborar nuevos programas de enseñanza, salvo nombrar una comisión encargada del estudio de la cuestión. A diferencia de las enseñanzas primaria y secundaria, en las que se intentó normalizar la vida docente, las universidades habían sido clausuradas por la Junta de Defensa Nacional y siguieron cerradas durante el resto de la guerra.

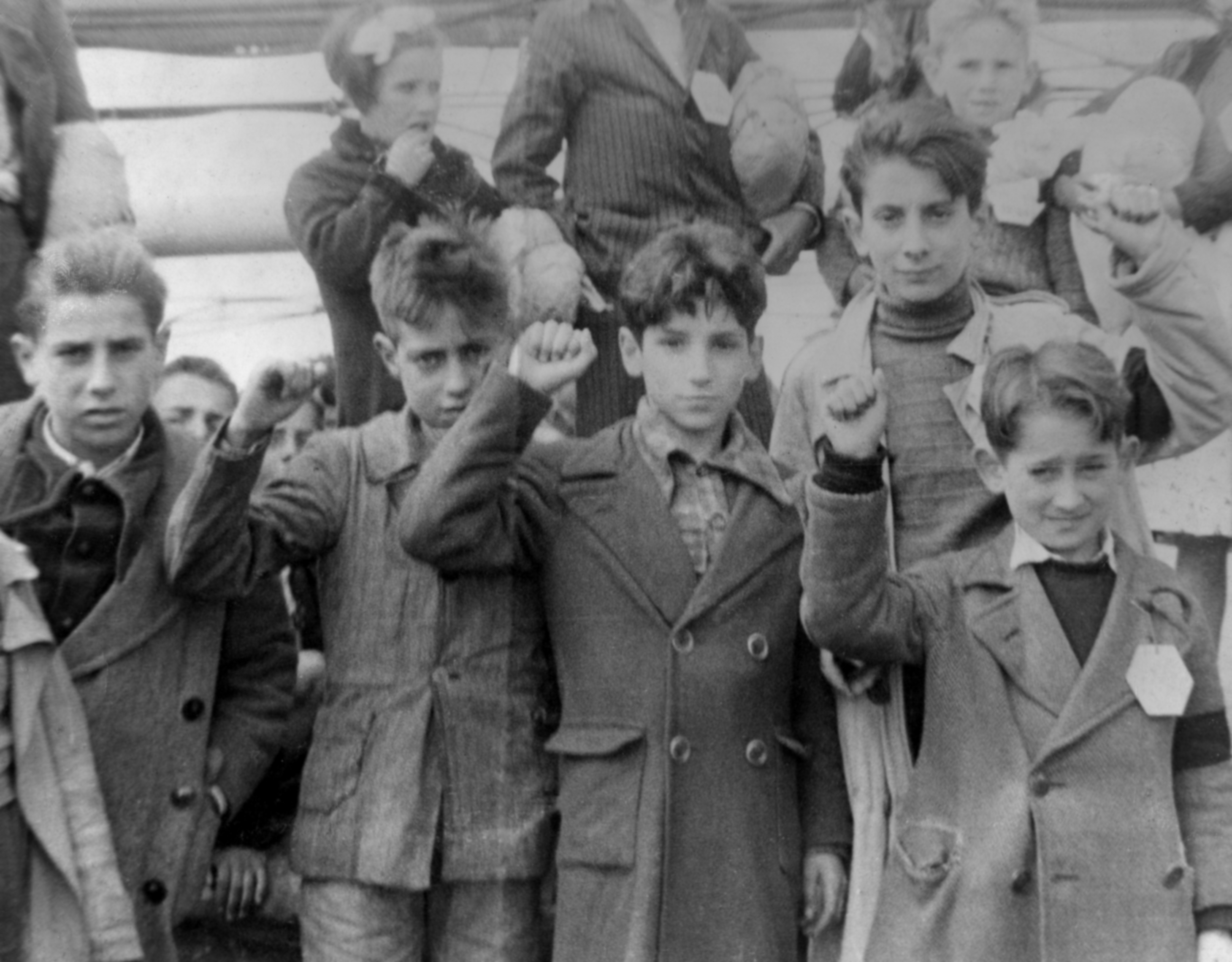
Niños abandonando la zona republicana con destino al extranjero. La Comisión intentó modificar profundamente la educación.

Por decreto de 1 de enero de 1938 se creó el Instituto de España. A semejanza del Instituto de Francia, su función fue agrupar a las distintas academias. La idea fue de Eugenio d'Ors, quien fue nombrado secretario. Se designó presidente a Manuel de Falla con la clara intención de utilizar su prestigio al servicio de la causa franquista. El músico fue reticente al desempeño de las funciones del cargo y consiguió ser dispensado de algunas de ellas. El nuevo organismo fue encargado de la elaboración de los textos «únicos» destinados a la enseñanza. En parte, venía a sustituir a la clausurada Junta para la Ampliación de Estudios.
En el terreno ideológico, se defendió un nacionalismo español exaltado y excluyente, y se reinterpretó la Historia con una sublimación del período de los Reyes Católicos y los primeros Habsburgo y una paralela condena de la Ilustración, el liberalismo y la República. También se potenciaba la labor combativa de las escuelas en una época bélica. A principios de 1937 se ordenó que todas las aulas de las escuelas de primaria tuvieran una imagen de la Virgen, y que las de los centros de secundaria y universitarios exhibieran un crucifijo.
También se tomaron medidas para la formación de los maestros. Además de que estos debían demostrar su buena conducta política y religiosa mediante informes del alcalde, el párroco y el comandante del puesto de la Guardia Civil, una norma de 17 de julio de 1937 aprobó el programa de los cursos para la formación del magisterio. Se trataba de cursillos de dos semanas encaminados a implantar en la escuela la ideología del nuevo régimen. La asistencia a los mismos era considerada como un mérito en la hoja de servicios.
En otro orden de cosas, el 23 de diciembre de 1936 se prohibió la producción, comercio y divulgación de material pornográfico, pero también de «literatura socialista, comunista, libertaria y, en general, disolvente». Los textos de este tipo serían custodiados en bibliotecas oficiales para ser consultados solo de forma excepcional. Se implantó una fuerte censura que seguía escrupulosamente el Índice de Roma y prohibía todas las obras políticamente opuestas al Movimiento. En muchas ciudades hubo quemas públicas de libros.
Se tomaron medidas encaminadas a la protección del patrimonio artístico, como la aprobación del Decreto 95. Se crearon juntas provinciales dedicadas a este fin y se prohibió de forma radical comerciar con bienes culturales. La España de Franco estuvo presente en la Exposición Internacional de París de 1937 dentro del pabellón vaticano. Allí se erigió una capilla que albergó el retablo de José María Sert Intercesión de Santa Teresa de Jesús en la guerra civil española.
Las escasas actas que se conservan de las reuniones de los presidentes de la Junta Técnica muestran que se trataban cuestiones de escaso interés político. No abordaron reformas de importancia, sino que se limitaron a intentar dar respuesta a necesidades acuciantes. Una excepción es una intervención de Enrique Suñer el 27 de marzo de 1937 en la que expresa su deseo de que se aborde próximamente el estudio de las reformas educativas que él estaba diseñando.